# The Penthouse: War in Life
The Penthouse: War in Life (v korejském originále 펜트하우스, Penteuhauseu) je jihokorejský televizní seriál, v němž hrají I Či-a, Kim So-jon, Eugene, Um Gi-džun, Pak Eun-sok a Jun Čong-hun. Seriál měl premiéru dne 26. října 2020 na stanici SBS.

## Příběh
Seriál vypráví příběh bohatých rodin žijících v paláci Hera a jejich dětí na umělecké škole Čong-a.

## Obsazení
- I Či-a jako Sim Su-rjon
- Kim So-jon jako Čchon So-džin
- Eugene jako O Jun-hi
- Um Gi-džun jako Ču Tan-te
- Pak Eun-sok jako Ku Ho-tong
- Jun Čong-hun jako Ha Jun-čchol